# Vesperus bolivari
Vesperus bolivari is een keversoort uit de familie Vesperidae. De wetenschappelijke naam van de soort werd in 1893 gepubliceerd door Oliveira.